# گام به گام (مجموعه تلویزیونی)
گام به گام (انگلیسی: Step by Step) یک مجموعهٔ تلویزیونی آمریکایی در ژانر کمدی موقعیت است که به مدت هفت فصل پخش شد. این مجموعه از ۲۰ سپتامبر ۱۹۹۱ تا ۱۵ اوت ۱۹۹۷ به عنوان بخشی از برنامه شبکهٔ ای‌بی‌سی پخش شد، سپس به سی‌بی‌اس منتقل شد و آن‌جا از ۱۹ سپتامبر ۱۹۹۷ تا ۲۶ ژوئن ۱۹۹۸ پخش شد. پاتریک دافی و سوزان سامرس به ترتیب در نقش والدین مجرد فرانک و کارول بازی می‌کنند. هر کدام دارای سه فرزند هستند که ازدواج کرده و یک خانواده ترکیبی تشکیل می‌دهند.